# Angolees voetbalelftal (mannen)

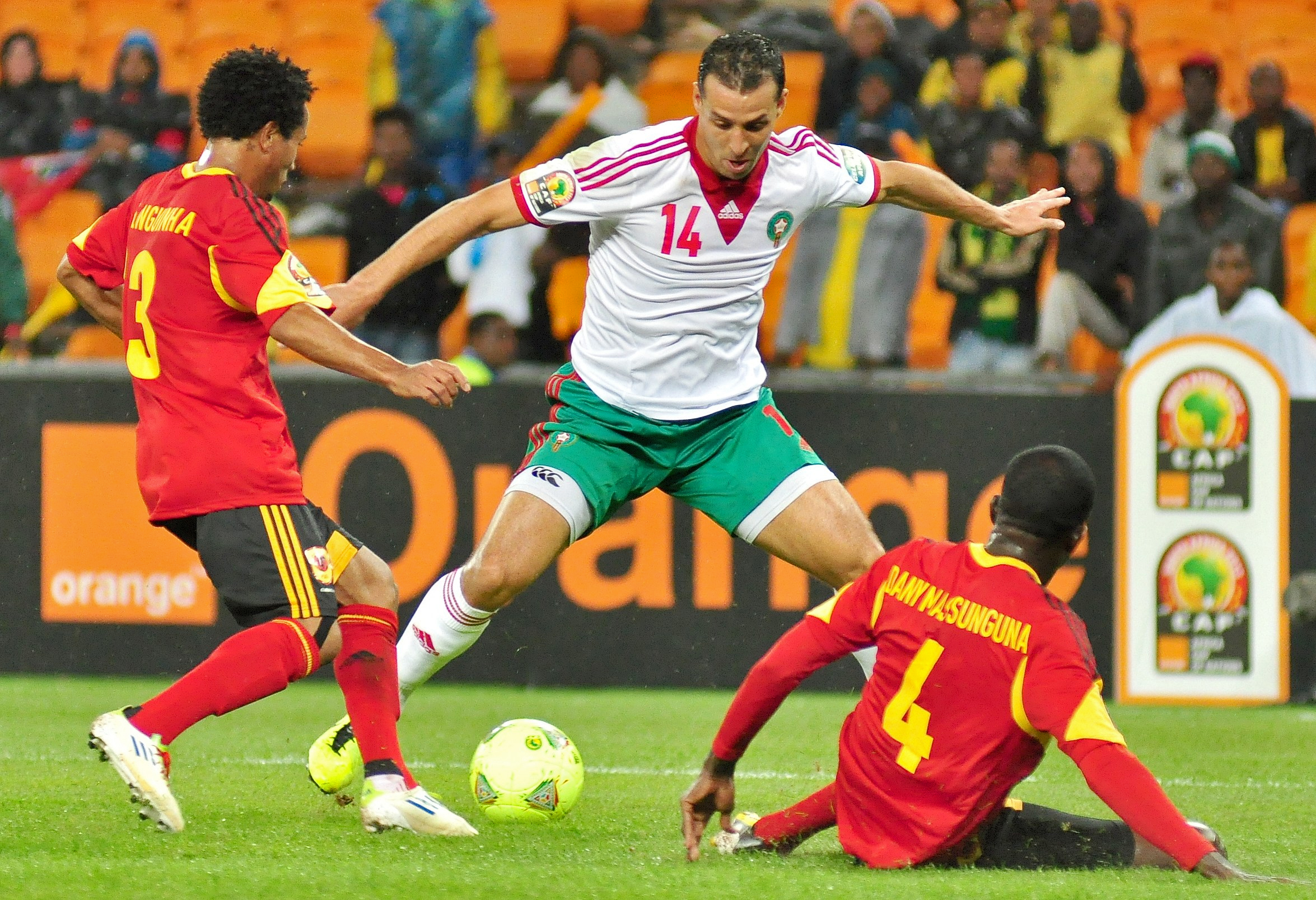
Afrika Cup 2013
tegen Marokko

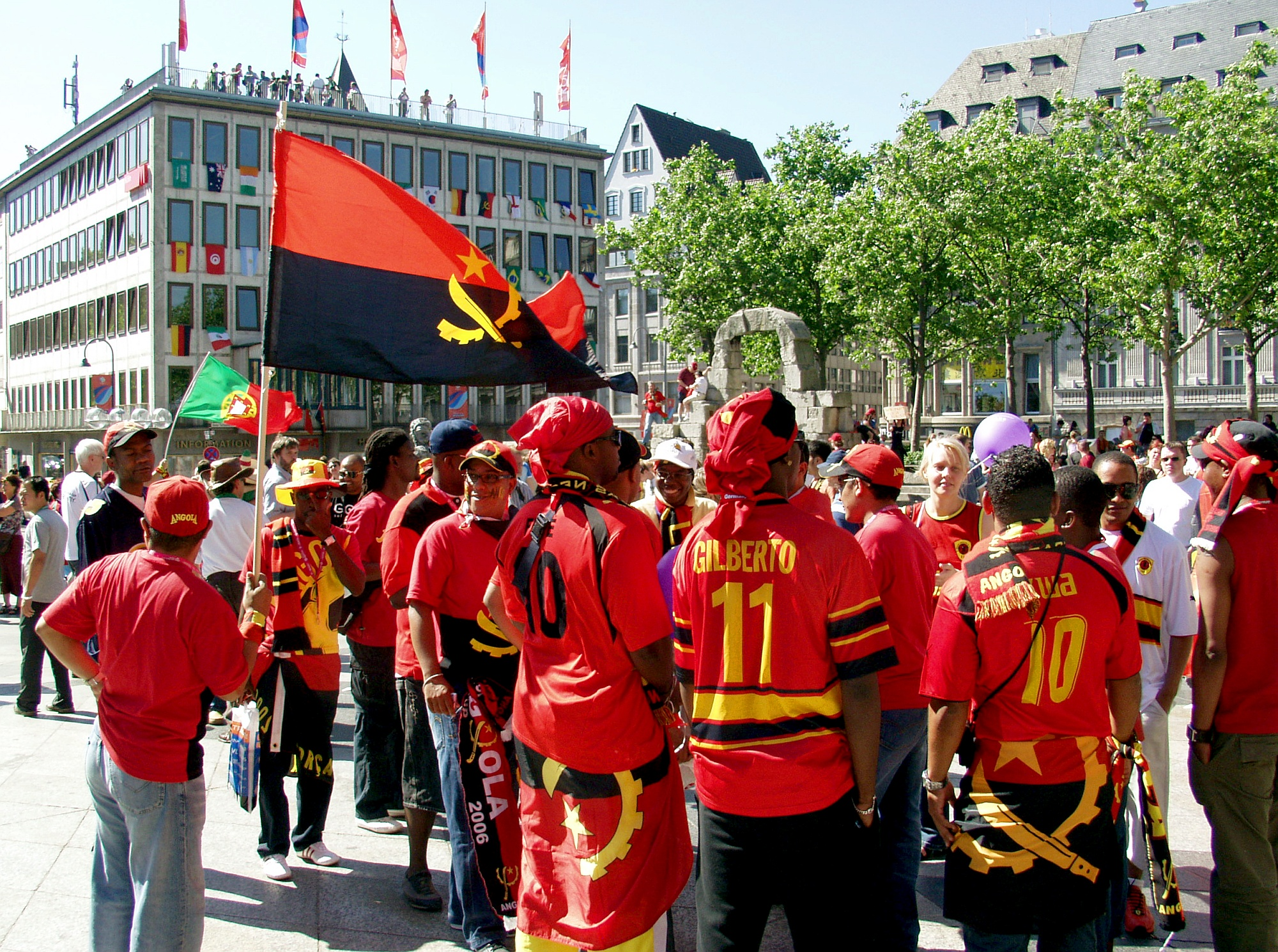
Fans op het WK van 2006

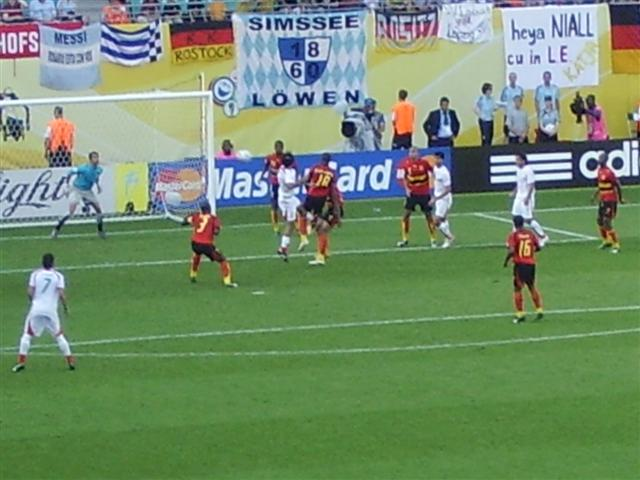
WK 2006
tegen Iran

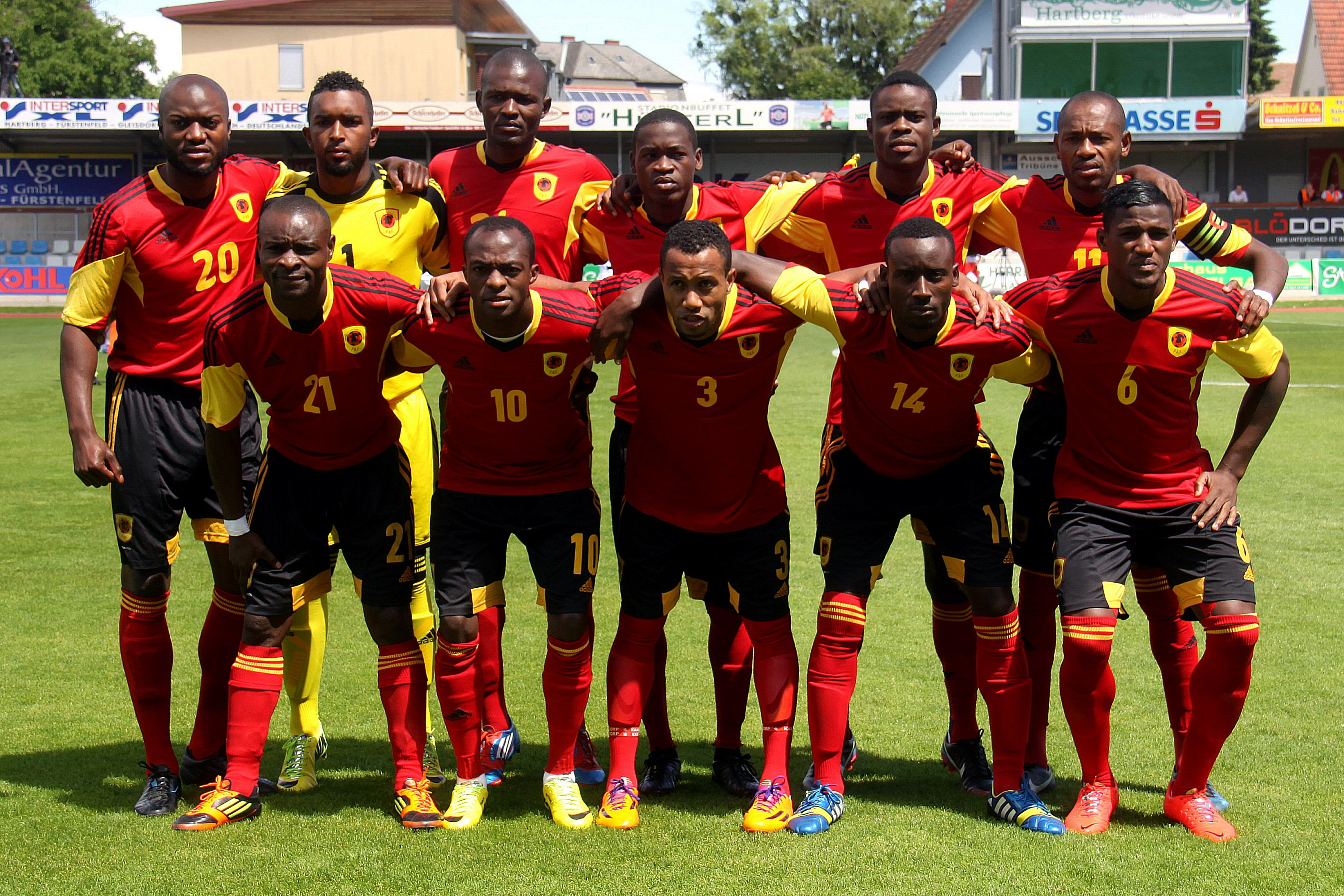
Team – 2014

Het Angolees voetbalelftal is een team van voetballers dat Angola vertegenwoordigt bij internationale wedstrijden en competities, zoals (kwalificatie)wedstrijden voor het WK en de Afrika Cup.
De Federação Angolana de Futebol werd in 1979 opgericht en is aangesloten bij de COSAFA, de CAF en de FIFA (sinds 1980). Het Angolees voetbalelftal behaalde in juli 2000 met de 45e plaats de hoogste positie op de FIFA-wereldranglijst, in maart 1994 werd met de 124e plaats de laagste positie bereikt.

## Deelnames aan internationale toernooien

### Wereldkampioenschap
Op 1 juli 1984 speelt Angola voor het eerst een kwalificatiewedstrijd voor het Wereldkampioenschap voetbal. In Luanda wordt met 1–0 gewonnen van Senegal door een goal van Ivo Raimundo Traca. Uiteindelijk heeft zou het land na strafschoppen door gaan naar de volgende ronde. Angola wist zich niet te plaatsen, het zou in die volgende ronde worden uitgeschakeld door Algerije. 
In 2006 doet Angola voor het eerst mee aan het wereldkampioenschap voetbal. In groep D van dat toernooi verliest het de eerste wedstrijd van Portugal met 0–1. Daarna volgen nog 2 gelijke spelen. Eerst tegen Mexico (0–0) en daarna tegen Iran (1–1). De enige goal op dit toernooi wordt tegen Iran gemaakt. Flávio Amado scoort in de 60e minuut.
| Wereldkampioenschap voetbal overzicht | Wereldkampioenschap voetbal overzicht | Wereldkampioenschap voetbal overzicht | Wereldkampioenschap voetbal overzicht | Wereldkampioenschap voetbal overzicht | Wereldkampioenschap voetbal overzicht | Wereldkampioenschap voetbal overzicht | Wereldkampioenschap voetbal overzicht | Wereldkampioenschap voetbal overzicht |
| Jaar                                  | Ronde                                 | Wed.                                  | W                                     | G                                     | V                                     | DV                                    | DT                                    | Kwal                                  |
| ------------------------------------- | ------------------------------------- | ------------------------------------- | ------------------------------------- | ------------------------------------- | ------------------------------------- | ------------------------------------- | ------------------------------------- | ------------------------------------- |
| 1986                                  | Niet gekwalificeerd                   | Niet gekwalificeerd                   | Niet gekwalificeerd                   | Niet gekwalificeerd                   | Niet gekwalificeerd                   | Niet gekwalificeerd                   | Niet gekwalificeerd                   | Niet gekwalificeerd                   |
| 1990                                  | Niet gekwalificeerd                   | Niet gekwalificeerd                   | Niet gekwalificeerd                   | Niet gekwalificeerd                   | Niet gekwalificeerd                   | Niet gekwalificeerd                   | Niet gekwalificeerd                   | Niet gekwalificeerd                   |
| 1994                                  | Niet gekwalificeerd                   | Niet gekwalificeerd                   | Niet gekwalificeerd                   | Niet gekwalificeerd                   | Niet gekwalificeerd                   | Niet gekwalificeerd                   | Niet gekwalificeerd                   | Niet gekwalificeerd                   |
| 1998                                  | Niet gekwalificeerd                   | Niet gekwalificeerd                   | Niet gekwalificeerd                   | Niet gekwalificeerd                   | Niet gekwalificeerd                   | Niet gekwalificeerd                   | Niet gekwalificeerd                   | Niet gekwalificeerd                   |
| 2002                                  | Niet gekwalificeerd                   | Niet gekwalificeerd                   | Niet gekwalificeerd                   | Niet gekwalificeerd                   | Niet gekwalificeerd                   | Niet gekwalificeerd                   | Niet gekwalificeerd                   | Niet gekwalificeerd                   |
| 2006                                  | Groepsfase                            | 3                                     | 0                                     | 2                                     | 1                                     | 1                                     | 2                                     | (Kwal.)                               |
| 2010                                  | Niet gekwalificeerd                   | Niet gekwalificeerd                   | Niet gekwalificeerd                   | Niet gekwalificeerd                   | Niet gekwalificeerd                   | Niet gekwalificeerd                   | Niet gekwalificeerd                   | Niet gekwalificeerd                   |
| 2014                                  | Niet gekwalificeerd                   | Niet gekwalificeerd                   | Niet gekwalificeerd                   | Niet gekwalificeerd                   | Niet gekwalificeerd                   | Niet gekwalificeerd                   | Niet gekwalificeerd                   | Niet gekwalificeerd                   |
| 2018                                  | Niet gekwalificeerd                   | Niet gekwalificeerd                   | Niet gekwalificeerd                   | Niet gekwalificeerd                   | Niet gekwalificeerd                   | Niet gekwalificeerd                   | Niet gekwalificeerd                   | Niet gekwalificeerd                   |
| 2022                                  | Niet gekwalificeerd                   | Niet gekwalificeerd                   | Niet gekwalificeerd                   | Niet gekwalificeerd                   | Niet gekwalificeerd                   | Niet gekwalificeerd                   | Niet gekwalificeerd                   | Niet gekwalificeerd                   |
| 2026                                  | kwalificatie                          | kwalificatie                          | kwalificatie                          | kwalificatie                          | kwalificatie                          | kwalificatie                          | kwalificatie                          | kwalificatie                          |

### Afrika Cup
Vanaf 1982 doet Angola mee aan kwalificatiewedstrijden voor de Afrika Cup. In 1996 plaatst Angola zich voor het eerst voor een hoofdtoernooi. Op het hoofdtoernooi speelt Angola tegen Egypte (1–2), Zuid-Afrika (0–1) en Kameroen (3–3) maar strandt in de groepsfase. De eerste overwinning komt in 2006. Op 29 januari van dat jaar weet Angola van Togo te winnen. Het wordt 3–2. In 2010 mag Angola het toernooi organiseren. 
| Afrika Cup overzicht | Afrika Cup overzicht | Afrika Cup overzicht | Afrika Cup overzicht | Afrika Cup overzicht | Afrika Cup overzicht | Afrika Cup overzicht | Afrika Cup overzicht | Afrika Cup overzicht |
| Jaar                 | Ronde                | Wed.                 | W                    | G                    | V                    | DV                   | DT                   | Kwal                 |
| -------------------- | -------------------- | -------------------- | -------------------- | -------------------- | -------------------- | -------------------- | -------------------- | -------------------- |
| 1982                 | Niet gekwalificeerd  | Niet gekwalificeerd  | Niet gekwalificeerd  | Niet gekwalificeerd  | Niet gekwalificeerd  | Niet gekwalificeerd  | Niet gekwalificeerd  | Niet gekwalificeerd  |
| 1984                 | Niet gekwalificeerd  | Niet gekwalificeerd  | Niet gekwalificeerd  | Niet gekwalificeerd  | Niet gekwalificeerd  | Niet gekwalificeerd  | Niet gekwalificeerd  | Niet gekwalificeerd  |
| 1986                 | Geen deelname        | Geen deelname        | Geen deelname        | Geen deelname        | Geen deelname        | Geen deelname        | Geen deelname        | Geen deelname        |
| 1988                 | Niet gekwalificeerd  | Niet gekwalificeerd  | Niet gekwalificeerd  | Niet gekwalificeerd  | Niet gekwalificeerd  | Niet gekwalificeerd  | Niet gekwalificeerd  | Niet gekwalificeerd  |
| 1990                 | Niet gekwalificeerd  | Niet gekwalificeerd  | Niet gekwalificeerd  | Niet gekwalificeerd  | Niet gekwalificeerd  | Niet gekwalificeerd  | Niet gekwalificeerd  | Niet gekwalificeerd  |
| 1992                 | Niet gekwalificeerd  | Niet gekwalificeerd  | Niet gekwalificeerd  | Niet gekwalificeerd  | Niet gekwalificeerd  | Niet gekwalificeerd  | Niet gekwalificeerd  | Niet gekwalificeerd  |
| 1994                 | Geen deelname        | Geen deelname        | Geen deelname        | Geen deelname        | Geen deelname        | Geen deelname        | Geen deelname        | Geen deelname        |
| 1996                 | Groepsfase           | 3                    | 0                    | 1                    | 2                    | 4                    | 6                    | (Kwal.)              |
| 1998                 | Groepsfase           | 3                    | 0                    | 2                    | 1                    | 5                    | 8                    | (Kwal.)              |
| 2000                 | Niet gekwalificeerd  | Niet gekwalificeerd  | Niet gekwalificeerd  | Niet gekwalificeerd  | Niet gekwalificeerd  | Niet gekwalificeerd  | Niet gekwalificeerd  | Niet gekwalificeerd  |
| 2002                 | Niet gekwalificeerd  | Niet gekwalificeerd  | Niet gekwalificeerd  | Niet gekwalificeerd  | Niet gekwalificeerd  | Niet gekwalificeerd  | Niet gekwalificeerd  | Niet gekwalificeerd  |
| 2004                 | Niet gekwalificeerd  | Niet gekwalificeerd  | Niet gekwalificeerd  | Niet gekwalificeerd  | Niet gekwalificeerd  | Niet gekwalificeerd  | Niet gekwalificeerd  | Niet gekwalificeerd  |
| 2006                 | Groepsfase           | 3                    | 1                    | 1                    | 1                    | 4                    | 5                    | (Kwal.)              |
| 2008                 | Kwartfinale          | 4                    | 1                    | 2                    | 1                    | 5                    | 4                    | (Kwal.)              |
| 2010                 | Kwartfinale          | 4                    | 1                    | 2                    | 1                    | 6                    | 5                    | (Kwal.)              |
| 2012                 | Groepsfase           | 3                    | 1                    | 1                    | 1                    | 4                    | 5                    | (Kwal.)              |
| 2013                 | Groepsfase           | 3                    | 0                    | 1                    | 2                    | 1                    | 4                    | (Kwal.)              |
| 2015                 | Niet gekwalificeerd  | Niet gekwalificeerd  | Niet gekwalificeerd  | Niet gekwalificeerd  | Niet gekwalificeerd  | Niet gekwalificeerd  | Niet gekwalificeerd  | Niet gekwalificeerd  |
| 2017                 | Niet gekwalificeerd  | Niet gekwalificeerd  | Niet gekwalificeerd  | Niet gekwalificeerd  | Niet gekwalificeerd  | Niet gekwalificeerd  | Niet gekwalificeerd  | Niet gekwalificeerd  |
| 2019                 | Groepsfase           | 3                    | 0                    | 2                    | 1                    | 1                    | 2                    | (Kwal.)              |
| 2021                 | Niet gekwalificeerd  | Niet gekwalificeerd  | Niet gekwalificeerd  | Niet gekwalificeerd  | Niet gekwalificeerd  | Niet gekwalificeerd  | Niet gekwalificeerd  | Niet gekwalificeerd  |
| 2023                 | Kwartfinale          | 5                    | 3                    | 1                    | 1                    | 9                    | 4                    | (Kwal.)              |
| 2025                 |                      |                      |                      |                      |                      |                      |                      | (Kwal.)              |

### African Championship of Nations
De African Championship of Nations is een toernooi waarbij landen alleen spelers mogen opstellen die in het land zelf spelen. De beste prestatie van Angola komt in 2011. De finale wordt bereikt maar wel verloren van Tunesië met 0–3. 
| African Championship of Nations overzicht | African Championship of Nations overzicht | African Championship of Nations overzicht | African Championship of Nations overzicht | African Championship of Nations overzicht | African Championship of Nations overzicht | African Championship of Nations overzicht | African Championship of Nations overzicht | African Championship of Nations overzicht |
| Jaar                                      | Ronde                                     | Wed.                                      | W                                         | G                                         | V                                         | DV                                        | DT                                        | Kwal                                      |
| ----------------------------------------- | ----------------------------------------- | ----------------------------------------- | ----------------------------------------- | ----------------------------------------- | ----------------------------------------- | ----------------------------------------- | ----------------------------------------- | ----------------------------------------- |
| 2009                                      | Niet gekwalificeerd                       | Niet gekwalificeerd                       | Niet gekwalificeerd                       | Niet gekwalificeerd                       | Niet gekwalificeerd                       | Niet gekwalificeerd                       | Niet gekwalificeerd                       | Niet gekwalificeerd                       |
| 2011                                      | Tweede                                    | 6                                         | 1                                         | 4                                         | 1                                         | 4                                         | 6                                         | (Kwal.)                                   |
| 2014                                      | Niet gekwalificeerd                       | Niet gekwalificeerd                       | Niet gekwalificeerd                       | Niet gekwalificeerd                       | Niet gekwalificeerd                       | Niet gekwalificeerd                       | Niet gekwalificeerd                       | Niet gekwalificeerd                       |
| 2016                                      | Groepsfase                                | 3                                         | 1                                         | 0                                         | 2                                         | 4                                         | 5                                         | (Kwal.)                                   |
| 2018                                      | Kwartfinale                               | 4                                         | 1                                         | 2                                         | 1                                         | 2                                         | 2                                         | (Kwal.)                                   |
| 2020                                      | Niet gekwalificeerd                       | Niet gekwalificeerd                       | Niet gekwalificeerd                       | Niet gekwalificeerd                       | Niet gekwalificeerd                       | Niet gekwalificeerd                       | Niet gekwalificeerd                       | Niet gekwalificeerd                       |
| 2022                                      | Groepsfase                                | 2                                         | 0                                         | 2                                         | 0                                         | 3                                         | 3                                         | (Kwal.)                                   |

1. ↑  Als gastland was Angola automatisch gekwalificeerd. Angola deed echter wel mee aan het kwalificatietoernooi omdat er tevens gespeeld werd voor deelname aan het WK voetbal van 2010.

### COSAFA Cup
| COSAFA Cup overzicht | COSAFA Cup overzicht | COSAFA Cup overzicht | COSAFA Cup overzicht | COSAFA Cup overzicht | COSAFA Cup overzicht | COSAFA Cup overzicht | COSAFA Cup overzicht | COSAFA Cup overzicht |
| Jaar                 | Ronde                | Wed.                 | W                    | G                    | V                    | DV                   | DT                   |                      |
| -------------------- | -------------------- | -------------------- | -------------------- | -------------------- | -------------------- | -------------------- | -------------------- | -------------------- |
| 1998                 | Derde                | 5                    | 2                    | 3                    | 0                    | 6                    | 4                    |                      |
| 1999                 | Kampioen             | 5                    | 4                    | 1                    | 0                    | 6                    | 2                    |                      |
| 2000                 | Halve finale         | 2                    | 0                    | 1                    | 1                    | 1                    | 2                    |                      |
| 2001                 | Kampioen             | 3                    | 2                    | 1                    | 0                    | 3                    | 1                    |                      |
| 2002                 | Kwartfinale          | 1                    | 0                    | 0                    | 1                    | 1                    | 2                    |                      |
| 2003                 | Voorronde            | 1                    | 0                    | 0                    | 1                    | 0                    | 1                    |                      |
| 2004                 | Kampioen             | 4                    | 2                    | 2                    | 0                    | 4                    | 2                    |                      |
| 2005                 | Halve finale         | 1                    | 0                    | 0                    | 1                    | 1                    | 2                    |                      |
| 2006                 | Tweede               | 4                    | 3                    | 0                    | 1                    | 10                   | 5                    |                      |
| 2007                 | Groepsfase           | 2                    | 1                    | 1                    | 0                    | 2                    | 0                    |                      |
| 2008                 | Kwartfinale*         | 1                    | 0                    | 0                    | 1                    | 0                    | 1                    |                      |
| 2009                 | Kwartfinale*         | 1                    | 0                    | 0                    | 1                    | 0                    | 2                    |                      |
| 2013                 | Vijfde               | 3                    | 1                    | 1                    | 1                    | 4                    | 4                    |                      |
| 2015                 | Geen deelname        | Geen deelname        | Geen deelname        | Geen deelname        | Geen deelname        | Geen deelname        | Geen deelname        |                      |
| 2016                 | Groepsfase*          | 3                    | 0                    | 0                    | 3                    | 0                    | 7                    |                      |
| 2017                 | Groepsfase           | 3                    | 1                    | 2                    | 0                    | 1                    | 0                    |                      |
| 2018                 | Groepsfase           | 3                    | 1                    | 1                    | 1                    | 2                    | 2                    |                      |
| 2019                 | Teruggetrokken       | Teruggetrokken       | Teruggetrokken       | Teruggetrokken       | Teruggetrokken       | Teruggetrokken       | Teruggetrokken       |                      |
| 2022                 | Groepsfase           | 3                    | 2                    | 0                    | 1                    | 6                    | 2                    |                      |
| 2023                 | Groepsfase           | 3                    | 1                    | 1                    | 1                    | 5                    | 4                    |                      |
| 2024                 | Kampioen             | 5                    | 4                    | 1                    | 0                    | 13                   | 4                    |                      |
| 2025                 | Kampioen             | 5                    | 4                    | 1                    | 0                    | 13                   | 2                    |                      |

* In 2008, 2009 en 2016 nam het elftal onder-20 deel.

## FIFA-wereldranglijst[1]
| 1993 | 1994 | 1995 | 1996 | 1997 | 1998 | 1999 | 2000 | 2001 | 2002 | 2003 | 2004 | 2005 | 2006 | 2007 | 2008 | 2009 | 2010 | 2011 | 2012 | 2013 | 2014 | 2015 | 2016 | 2017 | 2018 |
| ---- | ---- | ---- | ---- | ---- | ---- | ---- | ---- | ---- | ---- | ---- | ---- | ---- | ---- | ---- | ---- | ---- | ---- | ---- | ---- | ---- | ---- | ---- | ---- | ---- | ---- |
| 102  | 106  | 80   | 70   | 58   | 50   | 52   | 55   | 55   | 76   | 83   | 72   | 61   | 55   | 73   | 70   | 95   | 88   | 83   | 84   | 88   | 80   | 105  | 143  | 141  | 125  |

## Statistieken
- Bijgewerkt tot en met duel tegen  Burkina Faso (1-1) op 19 november 2014

| Tegenstander         | Wed. | W  | G | V | DV | DT | Laatst |
| -------------------- | ---- | -- | - | - | -- | -- | ------ |
| Mozambique           | 21   | 12 | 8 | 3 | 29 | 15 | 2014   |
| Zimbabwe             | 19   | 7  | 4 | 8 | 19 | 22 | 2012   |
| Kameroen             | 16   | 1  | 8 | 7 | 13 | 22 | 2011   |
| Gabon                | 18   | 9  | 5 | 4 | 27 | 14 | 2014   |
| Zambia               | 16   | 4  | 7 | 5 | 11 | 13 | 2013   |
| Congo-Brazzaville    | 14   | 3  | 7 | 4 | 14 | 15 | 2012   |
| Namibië              | 12   | 6  | 6 | 0 | 18 | 9  | 2011   |
| Congo-Kinshasa       | 10   | 3  | 3 | 4 | 9  | 13 | 2011   |
| Nigeria              | 10   | 2  | 6 | 2 | 7  | 8  | 2005   |
| Algerije             | 9    | 1  | 6 | 2 | 10 | 11 | 2010   |
| Swaziland            | 9    | 6  | 2 | 1 | 17 | 4  | 2013   |
| Oeganda              | 8    | 3  | 2 | 3 | 10 | 10 | 2013   |
| Kaapverdië           | 8    | 3  | 3 | 2 | 9  | 8  | 2013   |
| Botswana             | 8    | 3  | 5 | 0 | 9  | 2  | 2014   |
| Lesotho              | 9    | 6  | 2 | 1 | 17 | 5  | 2014   |
| Zuid-Afrika          | 7    | 0  | 3 | 4 | 3  | 8  | 2013   |
| Senegal              | 7    | 2  | 3 | 2 | 8  | 7  | 2013   |
| Togo                 | 7    | 4  | 3 | 0 | 12 | 6  | 2009   |
| Malawi               | 7    | 4  | 1 | 2 | 13 | 7  | 2013   |
| Ghana                | 6    | 1  | 2 | 3 | 4  | 6  | 2010   |
| Marokko              | 7    | 1  | 2 | 4 | 7  | 11 | 2014   |
| Tunesië              | 6    | 0  | 3 | 3 | 4  | 14 | 2008   |
| Benin                | 5    | 2  | 1 | 2 | 8  | 5  | 2008   |
| Egypte               | 5    | 0  | 2 | 3 | 5  | 8  | 2008   |
| Ivoorkust            | 5    | 1  | 0 | 4 | 5  | 14 | 2012   |
| Equatoriaal-Guinea   | 4    | 3  | 1 | 0 | 9  | 2  | 2000   |
| Guinee               | 4    | 1  | 1 | 2 | 4  | 6  | 2009   |
| Guinee-Bissau        | 4    | 3  | 1 | 0 | 6  | 1  | 2011   |
| Kenia                | 4    | 2  | 0 | 2 | 6  | 5  | 2011   |
| Mali                 | 4    | 1  | 2 | 1 | 5  | 8  | 2010   |
| Mauritius            | 4    | 2  | 1 | 1 | 7  | 4  | 2006   |
| Sao Tomé en Principe | 4    | 2  | 2 | 0 | 9  | 7  | 1987   |
| Iran                 | 3    | 0  | 2 | 1 | 2  | 3  | 2014   |
| Burkina Faso         | 5    | 2  | 1 | 2 | 5  | 6  | 2014   |
| Portugal             | 3    | 0  | 0 | 3 | 1  | 12 | 2006   |
| Soedan               | 3    | 1  | 2 | 0 | 4  | 3  | 2012   |
| Liberia              | 3    | 1  | 2 | 0 | 4  | 1  | 2013   |
| Burkina Faso         | 2    | 1  | 1 | 0 | 2  | 1  | 2001   |
| Tsjaad               | 2    | 1  | 0 | 1 | 3  | 3  | 2003   |
| Cuba                 | 2    | 2  | 0 | 0 | 4  | 2  | 1987   |
| Eritrea              | 2    | 1  | 1 | 0 | 7  | 2  | 2007   |
| Libië                | 2    | 1  | 1 | 0 | 4  | 2  | 2001   |
| Madagaskar           | 2    | 0  | 1 | 1 | 0  | 1  | 1991   |
| Mexico               | 2    | 0  | 1 | 1 | 0  | 1  | 2010   |
| Niger                | 2    | 2  | 0 | 0 | 5  | 2  | 2008   |
| Rwanda               | 2    | 2  | 0 | 0 | 2  | 0  | 2005   |
| Tanzania             | 2    | 1  | 1 | 0 | 2  | 1  | 2006   |
| Argentinië           | 1    | 0  | 0 | 1 | 0  | 2  | 2006   |
| Estland              | 1    | 0  | 0 | 1 | 0  | 1  | 2009   |
| Ethiopië             | 1    | 1  | 0 | 0 | 1  | 0  | 2014   |
| Macedonië            | 1    | 0  | 1 | 0 | 0  | 0  | 2009   |
| Gambia               | 1    | 0  | 1 | 0 | 1  | 1  | 2010   |
| Japan                | 1    | 0  | 0 | 1 | 0  | 1  | 2005   |
| Letland              | 1    | 0  | 1 | 0 | 1  | 1  | 2010   |
| Malta                | 1    | 1  | 0 | 0 | 2  | 1  | 2009   |
| Saoedi-Arabië        | 1    | 0  | 1 | 0 | 0  | 0  | 2011   |
| Sierra Leone         | 1    | 1  | 0 | 0 | 3  | 1  | 2012   |
| Turkije              | 1    | 0  | 0 | 1 | 2  | 3  | 2006   |
| Uruguay              | 1    | 0  | 0 | 1 | 0  | 2  | 2010   |
| V.A.E.               | 1    | 1  | 0 | 0 | 2  | 0  | 2010   |
| Venezuela            | 1    | 0  | 1 | 0 | 0  | 0  | 2008   |
| Zuid-Korea           | 1    | 0  | 0 | 1 | 0  | 1  | 2006   |

## Bekende spelers
FAF · A-internationals · Bondscoaches · Statistieken · Angolees vrouwenelftal · Olympisch elftal · Angola U21 · Angola U20 · Angola U19 · Angola U18 · Angola U17
1980 – 1989 · 
1990 – 1999 · 
2000 – 2009 · 
2010 – 2019 ·
2020 − 2029
WK 2006
1977 · 
1978 · 1979 · 
1980 · 
1981 · 
1982 · 
1983 · 
1984 · 
1985 · 
1986 · 
1987 · 
1988 · 
1989 · 
1990 · 
1991 · 
1992 · 
1993 · 
1994 · 
1995 · 
1996 · 
1997 · 
1998 · 
1999 · 
2000 · 
2001 · 
2002 · 
2003 · 
2004 · 
2005 · 
2006 · 
2007 · 
2008 · 
2009 · 
2010 · 
2011 · 
2012 · 
2013 · 
2014 ·
2015 ·
2016 ·
2017 ·
2018 ·
2019 ·
2020 ·
2021 ·
2022 ·
2023 ·
2024
Algerije ·
Argentinië ·
Bahrein ·
Benin ·
Botswana ·
Burkina Faso ·
Burundi ·
Centraal-Afrikaanse Republiek ·
Comoren ·
Congo-Brazzaville ·
Congo-Kinshasa ·
Cuba ·
Egypte ·
Equatoriaal-Guinea ·
Eritrea ·
Estland ·
Ethiopië ·
Gabon ·
Gambia ·
Ghana ·
Guinee ·
Guinee-Bissau ·
Iran ·
Ivoorkust ·
Japan ·
Kaapverdië ·
Kameroen ·
Kenia ·
Lesotho ·
Letland ·
Liberia ·
Libië ·
Madagaskar ·
Malawi ·
Mali ·
Malta ·
Marokko ·
Mauritanië ·
Mauritius ·
Mexico ·
Mozambique ·
Namibië ·
Niger ·
Nigeria ·
Noord-Macedonië ·
Oeganda ·
Portugal ·
Rwanda ·
Sao Tomé en Principe ·
Saoedi-Arabië ·
Senegal ·
Seychellen ·
Sierra Leone ·
Soedan ·
Swaziland ·
Tanzania ·
Togo ·
Tsjaad ·
Tunesië ·
Turkije ·
Uruguay ·
Venezuela ·
Verenigde Arabische Emiraten ·
Zaïre ·
Zambia ·
Zimbabwe ·
Zuid-Afrika ·
Zuid-Korea
Iran (2006) ·
Mexico (2006) ·
Portugal (2006)